# Bazoches-sur-le-Betz
Bazoches-sur-le-Betz – miejscowość i gmina we Francji, w Regionie Centralnym, w departamencie Loiret.
Według danych na rok 1990 gminę zamieszkiwało 518 osób, a gęstość zaludnienia wynosiła 34 osoby/km² (wśród 1842 gmin Regionu Centralnego Bazoches-sur-le-Betz plasuje się na 670. miejscu pod względem liczby ludności, natomiast pod względem powierzchni na miejscu 873.).